# Claude Othnin-Girard
Claude Othnin-Girard est un réalisateur français.

## Biographie
Assistant réalisateur pendant une vingtaine d'années à partir de 1960, à plusieurs reprises avec Yves Boisset et Bertrand Tavernier, Claude Othnin-Girard a tourné un seul long métrage pour le cinéma, sorti en 1981.
Il a travaillé ensuite pour la télévision, réalisant plusieurs documentaires.

## Filmographie

### Assistant réalisateur
- 1961 : Un nommé La Rocca, de Jean Becker
- 1963 : Au cœur de la vie de Robert Enrico
- 1963 : La Belle Vie de Robert Enrico
- 1964 : La Peau douce de François Truffaut
- 1964 : Une femme mariée de Jean-Luc Godard
- 1968 : Coplan sauve sa peau d'Yves Boisset
- 1968 : Le Grabuge d'Édouard Luntz
- 1969 : Les Conspirateurs (Nell'anno del Signore) de Luigi Magni
- 1971 : Le Saut de l'ange d'Yves Boisset
- 1971 :  Aux frontières du possible  de Victor Vicas et Claude Boissol
- 1972 : L'Attentat d'Yves Boisset
- 1972 : Le Grand Duel (Il grande duello) de Giancarlo Santi
- 1973 : R.A.S. d'Yves Boisset
- 1974 : L'Horloger de Saint-Paul de Bertrand Tavernier
- 1974 : Les Guichets du Louvre de Michel Mitrani
- 1974 : Les Seins de glace de Georges Lautner
- 1975 : Que la fête commence de Bertrand Tavernier
- 1975 : Folle à tuer d'Yves Boisset
- 1976 : Le Juge et l'assassin de Bertrand Tavernier
- 1977 : Des enfants gâtés de Bertrand Tavernier
- 1977 : La Question de Laurent Heynemann
- 1977 : La Chanson de Roland de Frank Cassenti
- 1979 : Le Mors aux dents de Laurent Heynemann
- 1979 : Le Divorcement de Pierre Barouh
- 1979 : Tout dépend des filles de Pierre Fabre
- 1985 : Sac de nœuds de Josiane Balasko
- 1985 : L'Effrontée de Claude Miller

### Réalisateur
- 1981 :  Instinct de femme (Le Diable dans la tête)
- 1983 :  Un manteau de chinchilla (téléfilm)